# Rückersdorf (Turingia)
Rückersdorf è un comune di 696 abitanti della Turingia, in Germania.
Appartiene al circondario (Landkreis) di Greiz (targa GRZ) ed è parte della comunità amministrativa (Verwaltungsgemeinschaft) di Ländereck.